# Sierra de la Tercia
Sierra de la Tercia är en ås i Spanien.   Den ligger i provinsen Murcia och regionen Murcia, i den sydöstra delen av landet, 300 km sydost om huvudstaden Madrid.